# Șesuri (okręg Suczawa)
Șesuri – wieś w Rumunii, w okręgu Suczawa, w gminie Cârlibaba. W 2011 roku pozostawała niezamieszkana.